# Trinity Evangelical Divinity School
Die  Trinity Evangelical Divinity School  (TEDS) ist eine theologische Ausbildungsstätte, die zur Trinity International University in Bannockburn, Illinois, gehört. Das in der Metropolregion Chicago, in Deerfield, liegende Theologische Seminar ist bekannt für seine gründliche Ausbildung mit evangelikaler Ausrichtung. Im Jahr 2023 umfasste das Seminar 15 Programme, wobei die Bereiche Theologische Studien, Bioethik, Praktische Theologie, Seelsorge und Beratung, Pädagogik, und Interkulturelle Studien die wichtigsten waren. Außenstandorte sind in Columbus und Hudson, Ohio, Fort Lauderdale und Miami, Florida, Milwaukee, Wisconsin und Seoul, Südkorea, angesiedelt. Mit der Trinity Law School in Kalifornien und weiteren Schulen besteht eine netzwerkartige Zusammenarbeit unter dem Dach von Trinity International University. TEDS gibt ein Magazin namens Trinity Journal heraus.

## Geschichte
1897 wurde ein Vorläufer von Trinity als zehnwöchiger Bibelkurs für schwedische Pastoren der Evangelical Free Church of America (ECFA) gegründet. Von den Anfängen an wurde die Lehre der biblischen Irrtumslosigkeit vertreten. 1940 schlossen sich das Schwedische Bibel Institut in Chicago und das Norwegisch-Dänische Bibel Institut in Minnesota zum Trinity Bible Institute in Chicago zusammen.
Unter der Leitung von Kenneth Kantzer in den 1960er Jahren wurde das Seminar zur anerkannten evangelikalen Ausbildungsstätte für angehende Pastoren und Missionare umgestaltet. Er führte die Schule aus der fundamentalistischen Enge und aus der kulturellen Isolation, er kombinierte solide biblische Lehre mit evangelikaler Frömmigkeit, Evangelisation, kulturellem Interesse und Engagement und einem hohen akademischen Anspruch. Zugleich war sie auch ein Ort, wo ein breites evangelikales Spektrum Platz fand, sodass dort sogar das alternative Sojourners Magazin um Jim Wallis gegründet werden konnte. Das theologische Seminar war und ist eine Heimat für unterschiedliche theologische Lehrer.
Seither werden Kurse und Seminare in Altem Testament, Neuem Testament, biblischer Theologie, Kirchengeschichte, Mission, Evangelisation, Kontextualisierung und Interkulturelle Kommunikation, Leiterschaft, Predigtlehre, Gebet und Seelsorge angeboten. Ein Carl F. H. Henry Center for Theological Understanding und weitere Studienzentren wurden eingerichtet.
Wie in ähnlichen Seminaren in den USA hat die Anzahl der Studenten im 21. Jahrhundert deutlich abgenommen. Dadurch war das TEDS unter der Führung von Nicholas Perrin in den Jahren 2019 bis 2022 gezwungen, den Lehrkörper und die Löhne zu reduzieren, um Geldmittel einzusparen und ein ausgeglichenes Budget zu erreichen. Während im Jahr 2003 noch 872 Studenten eingeschrieben waren, waren es zehn Jahre später 849, im Jahr 2015 1182 Teilzeit−, die 753 Vollzeitstudenten entsprechen, 2019 642 Studenten und 2024 813 teilzeitliche, die umgerechnet 403 vollzeitliche Studenten ergeben. Im Jahr 2023 musste die Schule jedoch ein Defizit von 17,3 Millionen US-Dollars gewärtigen. Daher stellte im Jahr 2024 Präsident Perrin sein Amt zur Verfügung und Kevin Kompelien, der Präsident der Evangelical Free Church of America (ECFA), folgte auf ihn. Er will das Seminar wieder stärker an die Kirche binden, aus der es ursprünglich entstanden ist. Trinity teilt bereits das gleiche Glaubensbekenntnis (englisch: statement of faith) wie die EFCA. Ziel sollte es wieder sein, dass die Absolventen so ausgebildet werden, damit sie den realen Bedarf der Kirchen erfüllen können. Im April 2025 wurde bekannt, dass die Leitung des Seminars aufgrund des Rückgangs der Studentenzahlen und der damit einhergehenden Finanzprobleme entschieden hat, im Jahr 2026 Trinity zu schließen, zu verkaufen und in Trinity Western University in Langley, British Columbia, Kanada, weiterzuführen.

## Bekannte Lehrer und Professoren
- Gleason Archer (1916–2004), Professor für Altes Testament und semitische Sprachen 1965–1986
- D. A. Carson (* 1946), Professor für Neues Testament seit 1978
- Norman Geisler (1932–2019), Religionsphilosoph 1970–1978
- Wayne Grudem (* 1948), Systematischer Theologe
- Donald C. Guthrie, Professor für Pädagogik
- Carl Ferdinand Howard Henry (1913–2003), Gastprofessor für Philosophie, Ethik und Systematische Theologie ab 1971[13][14]
- David J. Hesselgrave (1924–2018), Professor für Missiologie 1965–1991
- Kenneth Kantzer (1917–2002), prägender theologischer Lehrer[15] 2. Dekan 1960–1978 und Herausgeber von CT[16]
- Mihamm Kim-Rauchholz (* 1971), Professorin für Mission im Neuen Testament[17]
- John Warwick Montgomery (1931–2024), Professor für Kirchengeschichte 1964–1974
- Douglas J. Moo (* 1950), Professor für Neues Testament 1980–2000
- David W. Pao, Kirchenhistoriker und Dekan
- Clark H. Pinnock (1937–2010), Professor für Systematische Theologie
- Manuel Rauchholz (* 1972), Professor für Anthropologie und Interkulturelle Studien
- Eckhard J. Schnabel (* 1955), Professor für Neues Testament 1998–2012[18]
- Kevin Vanhoozer (* 1957), Professor für Systematische Theologie
- Bruce Ware (* 1953), Professor
- John D. Woodbridge (* 1941), Professor für Kirchengeschichte[19]

## Bekannte Absolventen
- John Ankerberg (* 1945), Fernsehmoderator
- Randall Balmer (* 1954), Historiker für Religionsgeschichte, Herausgeber und Pastor
- Craig L. Blomberg (* 1955), Neutestamentler[20]
- James L. Clark, Präsident des Calvary Bible College und des Theological Seminary in Kansas City[21]
- B. Rick Curtis, Vorstand der Southern Baptist Convention
- Collin Hansen (* 1981), Journalist und Vizepräsident der Gospel Koalition
- Bill Hybels (* 1951), Gründer und Leiter von Willow Creek Community Church
- Scot McKnight (* 1953), Neutestamentler
- Mark Noll (* 1948), Kirchenhistoriker
- Michael Oh (* 1971), Missionar und Direktor der Lausanner Bewegung
- Larry D. Soderquist (1944–2005), Professor an der Rechtsschule der Vanderbilt University
- Jim Wallis (* 1948), Pastor, Sozialaktivist und Gründer von Sojourners
- David Wells (* 1939), Professor für Theologie am Gordon-Conwell Theological Seminary[22]
- Ravi Zacharias, (1948–2020), Pastor, Evangelist und Apologet[23]